# Arnold Hugo Ingen Housz
Arnold Hugo Ingen Housz ('s-Gravenhage, 22 augustus 1888 - Gorssel, 4 juli 1983) was de eerste bedrijfsdirecteur van de Koninklijke Nederlandse Hoogovens en Staalfabrieken en zeer nauw bij dit bedrijf betrokken tijdens de oprichtingsjaren.

## Genealogie
Arnold Ingen Housz was de zoon van Florentius Antonius Ingen Housz, die arts was, en Aletta Emerentia Maria Beijerman. Op 11 december 1915 trouwde hij met Maria Catharina Crena de Jongh. Zij kregen 3 zoons en een dochter. Het paar scheidde echter op 6 januari 1936, waarop hij hertrouwde met Ursula Hovy op 7 juli 1936. Dit paar kreeg 2 zoons en een dochter.

## Beginjaren
Van 1905 tot 1911 studeerde Ingen Housz aan de Technische Hogeschool Delft voor werktuigbouwkundig ingenieur en trad daarna in dienst bij de Koninklijke Nederlandsche Petroleum Maatschappij. Vervolgens kwam hij in dienst bij de Hollandsche Maatschappij voor Havenwerken, wat een aannemingsbedrijf was. Hij werd uitgezonden naar Hamburg maar moest terugkeren toen in 1914 de Eerste Wereldoorlog uitbrak. In 1915 ging hij werken bij de Hollandsche Maatschappij tot het maken van werken in Gewapend Beton.
De Eerste Wereldoorlog voedde echter in Nederland de wens tot het oprichten van een eigen hoogovenbedrijf teneinde niet meer zo sterk van het buitenland afhankelijk te zijn. Daartoe werd in 1917 het Comité voor de oprichting van een hoogoven-, staal- en walswerk in Nederland opgericht. De leiding hiervan had Henri Wenckebach. De directeur van de genoemde Hollandsche Maatschappij, A.C.C.G. van Hemert, was lid van dit comité. Deze nodigde Ingen Housz uit om gedurende enige tijd werkzaamheden voor dit comité te verrichten.

## Directeur
In 1920 kreeg hij echter een volledige dienstbetrekking bij de zojuist opgerichte Koninklijke Nederlandsche Hoogovens en Staalfabrieken N.V. Van 1920-1924 werd dit bedrijf gebouwd en per 1 januari 1924 werd Ingen Housz bedrijfsdirecteur naast Dolph Kessler, die economisch directeur en in 1924, na het overlijden van Wenckebach, voorzitter van de Raad van Bestuur werd.
Onder deze dubbele leiding werd het aanvankelijk kleine bedrijf verder uitgebouwd, waarbij ook de verwerking van restproducten en deelname in verwante activiteiten voor de noodzakelijke verbreding van de basis moest zorgen. Hiertoe kan de oprichting van Mekog in 1929 en Cemij in 1930 genoemd worden. Nadat de economische crisis van de jaren 30 van de 20e eeuw enigszins hersteld was moesten er plannen worden uitgevoerd om een staalfabriek en een walserij op te richten. In 1939 werd de eerste Siemens-Martinoven in gebruik genomen, maar spoedig brak de Tweede Wereldoorlog uit. Toen in 1943 de walserij was voltooid werd ze direct gedemonteerd en naar Duitsland afgevoerd. In 1944 moest Ingen Housz onderduiken.

## Wederopbouw
Na de bevrijding moest het bedrijf weer op gang worden gebracht maar Kessler overleed in augustus 1945. Op 17 april 1946 werd Ingen Housz voorzitter van de directieraad die sinds 1952 uit vier directeuren bestond. In deze Wederopbouwperiode speelde Ingen Housz een belangrijke rol als adviseur voor het Nederlandse industrialisatiebeleid en bij de totstandkoming van de Europese Gemeenschap voor Kolen en Staal. Ook werd het Breedbandproject onder zijn leiding uitgevoerd. Dit behelsde een koudbandwalserij en blikfabriek. Deze werd in 1953 in productie genomen.
Op 22 december 1958 legde Ingen Housz zijn voorzitterschap neer. Tot 1962 was hij nog voorzitter van de Raad van Commissarissen.

## Nevenfuncties
Ingen Housz bekleedde daarnaast nog commissariaatsfuncties bij de Algemene Kunstzijde Unie, de Machinefabriek Begemann, de Chamotte Unie, de Electromotorenfabriek Dordt, drukkerij Joh. Enschedé, de Koninklijke Nederlandsche Grofsmederij, de Nederlandsche Handel-Maatschappij, de Nederlandse Soda Industrie, Koninklijke Machinefabriek Gebr. Stork & Co., de Verenigde Machinefabrieken en Werkspoor.
Daarna was hij actief in diverse adviesorganen, waaronder de Sociaal-Economische Raad.
Vanuit zijn vrijzinnig-christelijke overtuiging pleitte hij herhaaldelijk voor een zedelijk fundament onder het ondernemerschap.

## Heden
De centrale weg over het Hoogoventerrein heet Ingenhouszweg.